# Fire and Forget II
Fire and Forget II, parfois sous-titré The Death Convoy, est un jeu vidéo de combat motorisé développé et commercialisé par Titus Interactive, sorti en 1989 sur borne d'arcade. Il a été édité sur Amiga, Amstrad CPC, Commodore 64, DOS, GX-4000 et Master System en 1990 et Atari ST en 1991.
Il fait suite à Fire and Forget (1988).